# 蔣曰棠
蔣曰棠（1706年—1786年），字召南，號侃齋，江南蘇州府吳縣人，清朝政治人物。

## 生平
蔣曰棠為蘇州婁關蔣氏家族蔣燦玄孫。祖父蔣之逵，父蔣文瀾。母楊氏（1687-1762）。次兄蔣曰樑官至刑部員外郎。蔣曰棠為蔣文瀾第六子，吳縣貢生，乾隆四年（1739年）任廣西上思州知州，七年（1742年）調寧明州知州。誥授奉直大夫。二十一年（1756年）丁母憂，服闋，二十三年（1758年）任湖北興國州知州，調沔陽州知州，致仕歸里。五十一年（1786年）夏卒於家。

## 家庭
夫人為康熙三十九年（1700年）庚辰科進士沈從隆女；側室郭氏、徐氏、張氏及鄭氏。有六子：蔣元思、蔣元長（出嗣叔父蔣曰萊）、蔣元宗、蔣元祿、蔣元容及蔣元焴。